# Andreas Messing
Andreas Messing, född 28 januari 1987, är en svensk speedwayförare från Hallstavik. Endast 15 år gammal debuterade han i den svenska elitserien som en av de yngsta någonsin. Under 2008 kör han som proffs för laget Coventry Bees i England och för Rospiggarna i Sverige. Tidigt under säsongen ådrog han sig en svår brännskada och var tvungen att stå över en hel del matcher. I svenska elitserien har framgångarna uteblivit efter skadan. Deltar för sista gången i JSM, då detta är hans sista år som junior. 2007 tog han en silvermedalj när JSM avgjordes på Sannahed i Kumla. 

## Meriter
- 2001- Svensk 80cc mästare
- 2007 - JSM-silver